# İlkay Demir
İlkay Demir (* 12. Januar 1987 in Istanbul) ist ein türkischer Fußballspieler.

## Karriere

### Verein
Demir kam im Istanbuler Stadtteil Kartal auf die Welt und begann hier in der Jugend von Pendikspor, dem Verein des Nachbarstadtteils, mit dem Vereinsfußball. 2003 wurde er mit einem Profivertrag ausgestattet in den Profikader aufgenommen und spielte die nächsten drei Spielzeiten hier. 2006 wechselte er zum Erstligisten Denizlispor. Nachdem er hier eineinhalb Spielzeiten tätig gewesen war, verbrachte er die Rückrunde der Saison 2007/08 beim Zweitligisten Giresunspor. Die Saison 2008/09 verbrachte er ohne Spieleinsatz bei Denizlispor.
Zum Sommer 2009 wechselte er zu Trabzon Karadenizspor und nach einer halben Saison zum Drittligisten Sakaryaspor. In der zweiten Saison für diesen Verein gelang ihm mit seiner Mannschaft der Playoffsieg der TFF 2. Lig und damit der Aufstieg in die TFF 1. Lig. Nachdem in der 1. Lig mit Sakaryaspor der Klassenerhalt misslang, verließ er zur Saison 2012/13 Sakaryaspor und wechselte zu Fethiyespor. Bei Fethiyespor spielte er nur die Hinrunde der Saison und verbrachte die Rückrunde bei Pendikspor.
Im Sommer 2013 beim Zweitligisten TKİ Tavşanlı Linyitspor. Bereits zur Winterpause verließ er diesen Klub und wechselte zum Drittligisten Kartalspor.

### Nationalmannschaft
Demir spielte 2005 dreimal für die türkischen U-18-Nationalmannschaft und 2007 einmal für die Türkische U21-Nationalmannschaft.

## Erfolge
- Sakaryaspor:
  - Playoffsieger der TFF 2. Lig und Aufstieg in die TFF 1. Lig: 2010/11